# MUSIC BLAZE
『MUSIC BLAZE』（ミュージック・ブレイズ）は、2024年4月6日（5日深夜）からZIP-FMで放送されているラジオ番組。

## 概要
金曜深夜に放送されていた『ESSENTIAL MUSIC』の後継番組。
番組は、東海エリアをはじめ日本各地で活動している様々な音楽ジャンルのミュージシャンたちをリスナーに紹介する。また、東海エリアの音楽シーンを支え成長させるプラットフォームとしての役割も担う。

## ナビゲーター
- 清里千聖（2024年4月6日 - 2024年5月11日・2024年10月5日 - 2025年3月29日）
- AZUSA（2024年5月18日 - 2024年9月28日 : 清里の産休による代打）
- 神原真理（2025年4月4日 - ）

## 放送時間
以下の時間は日本標準時に基づく。
- 毎週土曜 1:00 - 2:00（金曜 25:00 - 26:00）（2024年4月6日 - 2025年3月29日）
- 毎週金曜 0:00 - 1:00（木曜 24:00 - 25:00）（2025年4月4日 - ）